# Schallodenbach
Schallodenbach ist eine Ortsgemeinde im Landkreis Kaiserslautern in Rheinland-Pfalz. Sie gehört der Verbandsgemeinde Otterbach-Otterberg an.

## Geographie

### Lage
Schallodenbach liegt 13 Kilometer nördlich von Kaiserslautern. Zu Schallodenbach gehören zusätzlich die Wohnplätze Hahnbacherhof und Wickelhof. Nachbargemeinden sind – im Uhrzeigersinn – Niederkirchen, Heiligenmoschel, Schneckenhausen, Mehlbach und Olsbrücken.

### Erhebungen
Im Nordosten am Gemarkungsdreieck zu Schneckenhausen und Heiligenmoschel erstreckt sich der Reiserberg (459,7 m ü. NHN). Im Norden des Gemeindegebiets befinden sich der Elkenknopf und der Galgen.

### Gewässer
Mitten durch Schallodenbach fließt der Odenbach. Im Osten der Gemarkung nimmt er von rechts nacheinander den Kirschgraben, den Sellbach und mitten im Siedlungsgebiet den Baierbach auf. Ganz im Westen des Gemeindegebiets an der Grenze zu Niederkirchen kommt von links der Faulborn. Ganz im Norden der Gemarkung bildet der Finstergraben ebenfalls die Gemeindegrenze.
Im Süden bildet für kurze Zeit der Lauterbach die Grenze zu Mehlbach. Weiter westlich, abseits der Bebauung entspringen der Wohlbach und der Rutzenbach. Alle drei Gewässer fließen nach Westen und münden jenseits von Schallodenbach in die Lauter.

### Klima
Der Jahresniederschlag beträgt 685 mm.

## Geschichte

### Ortsgeschichte
Die Ritter und Herren von Schallodenbach stammen wahrscheinlich aus dem 12. Jahrhundert. 1202 wurde der Ort erstmals im Zusammenhang mit der Burg Schallodenbach urkundlich erwähnt. Der Besitzer war Ritter Johann von Odenbach. Später kam die Herrschaft Schallodenbach in den Besitz der Sickinger. Franz Konrad, der einzige überlebende Sohn des Reichsritters Franz von Sickingen erbte allen Besitz. Von 1670 bis 1697 war Schallodenbach samt seiner gleichnamigen Herrschaft Teil der französischen Province de la Sarre.
Seit 1659 war die Burg Schallodenbach nicht mehr Wohnsitz der Eigentümer und wurde von einem Amtmann bewohnt. Nahe der Burg, neben dem Meierhof war auch das Jägerhaus. Die Erbförsterei im Sickingschen Forstdienst wurde lange Zeit von der Försterfamilie Stadtmüller betreut. Dieses einstmals herrschaftliche Anwesen verfiel. Unter der Herrschaft der Franzosen gelangten 1804 die Sickingschen Besitzungen zu Schallodenbach zur Versteigerung. Die neuen Besitzer waren nicht am Erhalt der Burganlage interessiert. Man verwendete sie als Steinbruch, um an Geld zu kommen. So verfiel die Burg zur Ruine.
Von 1798 bis 1814, als die Pfalz Teil der Französischen Republik (bis 1804) und anschließend Teil des Napoleonischen Kaiserreichs war, war Schallodenbach in den Kanton Otterberg eingegliedert. 1815 gehörte die Gemeinde zunächst zu Österreich. Ein Jahr später wechselte sie in das Königreich Bayern. Von 1818 bis 1862 gehörte sie dem Landkommissariat Kaiserslautern an; aus diesem ging das Bezirksamt Kaiserslautern hervor.
Ab 1939 war der Ort Bestandteil des Landkreises Kaiserslautern. Nach dem Zweiten Weltkrieg wurde Schallodenbach innerhalb der französischen Besatzungszone Teil des damals neu gebildeten Landes Rheinland-Pfalz. Im Zuge der ersten rheinland-pfälzischen Verwaltungsreform wurde Schallodenbach in die neu gebildete Verbandsgemeinde Otterberg eingegliedert. Seit 1. Juli 2014 gehört sie zur Verbandsgemeinde Otterbach-Otterberg, die durch Fusion der Verbandsgemeinden Otterberg und Otterbach entstand.

### Name
Der Name Schallodenbach bezieht sich auf die Niederungsburg, um die sich das Dorf entwickelte. Zur Unterscheidung der Dorfnamen Odenbach am Glan mit dazugehöriger Niederungsburg wurde seit der zweiten Hälfte des 14. Jahrhunderts der Ort und die Burg nahe der Quelle im oberen Odenbachtal „Schelodenbach“ genannt. Nach Theodor Zink kommt der Namensteil „Schel“ wahrscheinlich aus dem Mittelhochdeutschen schelch, schel = schief, schräg, also das hangende Dorf Odenbach, zwischen Hängen gelegen.
Der Ortsname wurde in Urkunden und Schriften in verschiedenen Versionen gelistet: Odenbach (1202; 1252; 1334); Hodenbach (1269); Odinbach (1329); Schele-Odinbach (1368); Schel(e)odenbach (1393); Schelodenbach (1493; 1589/90; 1609; 1641); Schalodenbach (1804; 1837); Schallodenbach (1828). Als Hyperkorrektur taucht auch Charlottenbach auf.

## Bevölkerung

### Einwohnerentwicklung
Die Entwicklung der Einwohnerzahl, die Werte von 1871 bis 1987 beruhen auf Volkszählungen:
| Jahr | Einwohner |
| ---- | --------- |
| 1815 | 375       |
| 1835 | 711       |
| 1871 | 807       |
| 1905 | 702       |
| 1939 | 854       |

| Jahr | Einwohner |
| ---- | --------- |
| 1950 | 962       |
| 1961 | 970       |
| 1970 | 995       |
| 1987 | 892       |
| 1997 | 923       |

| Jahr | Einwohner |
| ---- | --------- |
| 2005 | 920       |
| 2011 | 876       |
| 2017 | 888       |
| 2023 | 845       |

### Religion
Am 31. Oktober 2014 waren 54,091 Prozent der Einwohner katholisch und 27,614 Prozent evangelisch. Die übrigen gehörten einer anderen Religion an oder waren konfessionslos.

## Politik

### Gemeinderat
Der Gemeinderat in Schallodenbach besteht aus zwölf Ratsmitgliedern, die bei der Kommunalwahl am 9. Juni 2024 in einer Mehrheitswahl gewählt wurden, und dem ehrenamtlichen Ortsbürgermeister als Vorsitzendem. Bis einschließlich zur Kommunalwahl 2009 wurden die Ratsmitglieder in einer personalisierten Verhältniswahl gewählt.
Die Sitzverteilung im Gemeinderat:
| Wahl | SPD               | CDU               | FWG               | Gesamt   |
| ---- | ----------------- | ----------------- | ----------------- | -------- |
| 2024 | per Mehrheitswahl | per Mehrheitswahl | per Mehrheitswahl | 12 Sitze |
| 2019 | per Mehrheitswahl | per Mehrheitswahl | per Mehrheitswahl | 12 Sitze |
| 2014 | per Mehrheitswahl | per Mehrheitswahl | per Mehrheitswahl | 12 Sitze |
| 2009 | 3                 | 6                 | 3                 | 12 Sitze |
| 2004 | 3                 | 7                 | 2                 | 12 Sitze |

### Ortsbürgermeister
Markus Rösner (CDU) wurde am 29. August 2024 Ortsbürgermeister von Schallodenbach. Bei der Direktwahl am 9. Juni 2024 hatte er sich mit einem Stimmenanteil von 72,8 % gegen die Amtsinhaberin durchgesetzt.
Seine Vorgängerin Claudia Janovsky war bei der Direktwahl am 26. Mai 2019 mit 52,42 % gewählt worden und wurde damit Nachfolgerin von Hans Michel (CDU), der nach 36 Jahren im Amt nicht erneut angetreten war.

### Wappen
| Wappen von Schallodenbach | Blasonierung: „Von Schwarz und Grün geteilt, oben fünf silberne Bollen 2:1:2, unten ein silberner Wellenbalken.“                                                    |
| Wappen von Schallodenbach | Wappenbegründung: Die Bollen erinnern an die ehemaligen Ortsherren, die Herren von Sickingen. Es wurde 1926 vom bayerischen Staatsministerium des Innern genehmigt. |

## Kultur und Sehenswürdigkeiten

### Kulturdenkmäler

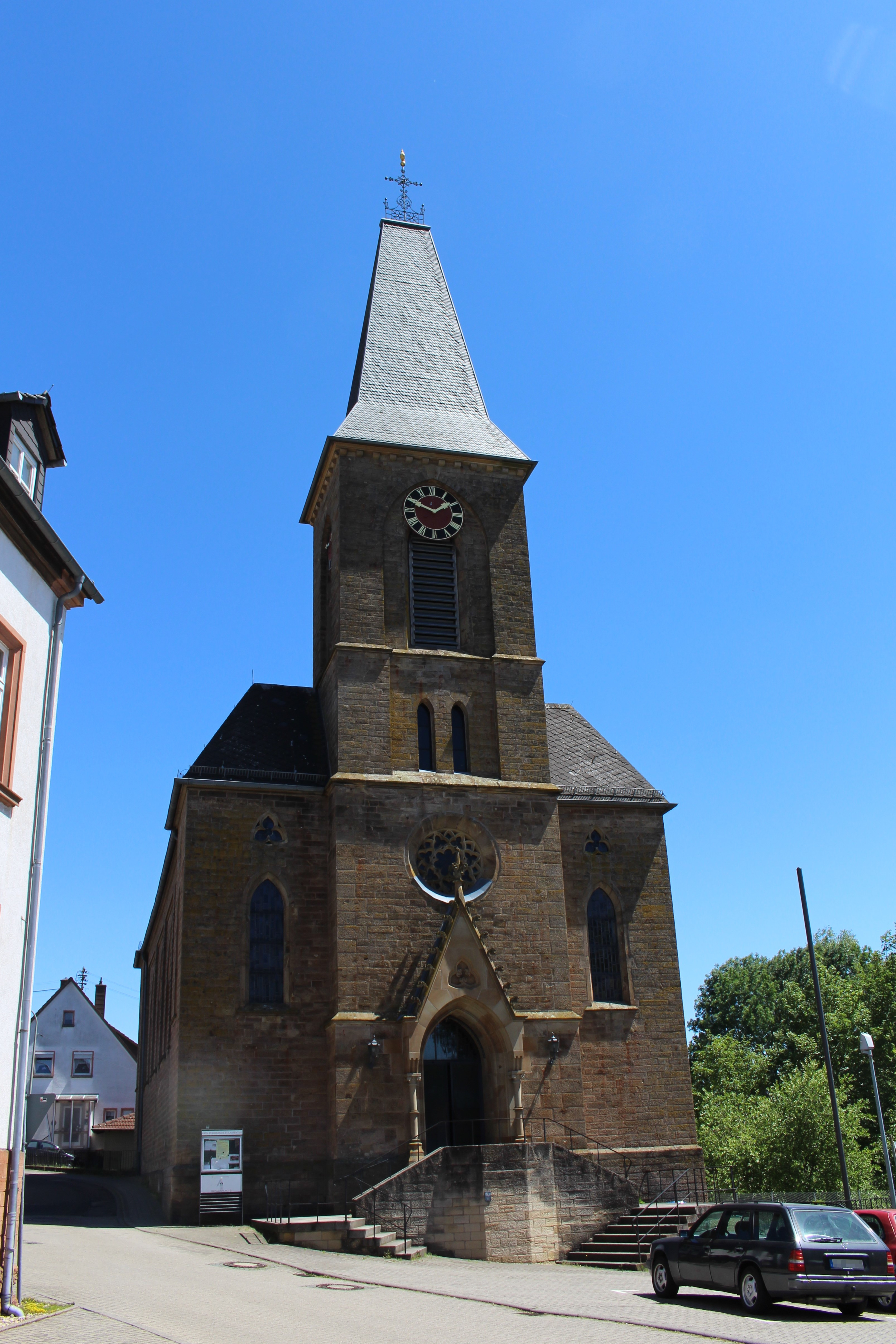
Denkmalgeschützte katholische Kirche

Der alte Friedhof ist als Denkmalzone ausgewiesen.
Hinzu kommen insgesamt drei Einzelobjekte, die unter Denkmalschutz stehen, darunter die verbauten Reste der Burg Schallodenbach und die katholische Pfarrkirche St. Laurentius. Bei letzterer handelt es sich um einen Sandsteinquaderbau, der im Zeitraum von 1880 bis 1883 errichtet wurde; Architekt war Franz Schöberl.

### Regelmäßige Veranstaltungen
Ende Juli findet regelmäßig das Dorffest in der Gemeinde statt, im August das Fischerfest und im Dezember das Glühweinfest am landschaftlich reizvollen Wörthweiher. Am dritten Wochenende im September feiert die Gemeinde ihre Kerwe.

## Verkehr
Der Öffentliche Nahverkehr ist in den Verkehrsverbund Rhein-Neckar integriert. Die Gemeinde ist durch die A 6 (Anschlussstelle: Kaiserslautern-West) an das Autobahnnetz angebunden.

## Persönlichkeiten
- Fritz Seitz (1905–1949), war von 1936 bis 1949 katholischer Seelsorger bzw. Pfarrer von Schallodenbach, namhafter Gegner und Verfolgter des NS-Regimes sowie langjähriger Häftling in den Konzentrationslagern Dachau, Mauthausen bzw. Gusen. Er starb in Schallodenbach und liegt dort begraben. 2005 hat man sein Grab zur gemeindlichen Ehrengrabstätte erhoben und nach ihm wurde das katholische Pfarrheim im Ort in „Dekan-Seitz-Haus“ umbenannt.[16]